# Aviamotornaja (metrostation Moskou; Kalininsko-Solntsevskaja-lijn)
Aviamotornaja (Russisch: Авиамоторная) is een station aan de Kalininskaja-lijn van de Moskouse metro en ligt op de grens van de buurten Sokolnaja Gora en Lefortovo. Het station werd op 30 december 1979  geopend als onderdeel van het initiële traject van de Kalininsko-Solntsevskaja-lijn. Na de ingebruikname telde de metro van Moskou 114 stations.

## Ligging en aansluitingen
Het station is genoemd naar de Aviamotornajastraat die op haar beurt genoemd is naar het ontwikkelingsinstituut voor vliegtuigmotoren dat tussen de stations Aviamotornaja en Lefortovo ligt. 
Het kolommenstation ligt tussen de stations Sjosse Entoeziastov en Plosjtsjad Ilitsja op 53 meter diepte onder de Sjosse Entoeziastov. De verdeelhal ligt onder de noordoost hoek van de kruising Sjosse Entoeziastov/Aviamotornajastraat. De verdeelhal is via een voetgangerstunnel naar trappen op alle hoeken van het kruispunt te bereiken. Vierhonderd meter ten oosten van het station ligt de voorstadshalte Novaja. 
De ruwbouw van het station is gemaakt met gietijzeren schachtringen. De middenhal is gebouwd als een gewelf dat aan beide zijden rust op 15 kolommen met een onderlinge afstand van 5,25 meter.  Het gelijknamige station aan de Grote Ringlijn kan worden bereikt via trappen over het noordelijke spoor tussen de bogen bij het oostelijke einde van de middenhal. Vanuit de tussenverdieping bovenaan die trappen kan met roltrappen het hoger gelegen perron van de Grote Ringlijn worden bereikt en vice versa. 

## Inrichting
De inrichting van het station is gewijd aan de bouwers van vliegtuigmotoren. De kunstwerken in het station zijn van de hand van de beeldhouwers J.J.Bodnjek en H.M. Roesin en de kunstenaar A.M. Mositsjoek. De inrichting heeft heldere kleuren, de vloer is van graniet in diverse grijstinten en de kolommen en tunnelwanden zijn bekleed met licht gekleurd Kogelgamarmer. De eindwand aan het oosteinde van de middenhal is van gepolijst marmer en voorzien van een metaalsculptuur. Deze heeft een achtergrond van zilverkleurige gegolfde metalen stroken. Op de voorgrond zweeft Icarus in de stijgende luchtstromen die door de metalen stroken worden gesymboliseerd. Aan de randen zijn de silhouetten van vliegtuigen uit verschillende jaren te zien. Het gewelf heeft een verlaagd plafond van geanodiseerde goudkleurige tetraëders en pyramides, dat lijkt te zweven. Vier elementen vormen samen een bloem met een gloeilamp in het midden als een ster aan de hemel. Elk element is voorzien van een afbeelding zoals sterrenbeelden en de stralen van de zon. Boven de roltrappen aan de westkant hangt eveneens een metaalsculptuur, in dit geval een propeller van een vliegtuig. 

## Roltrapongeluk van 1982
Op 17 februari 1982 vond een ernstig ongeluk met een roltrap plaats, met 8 doden en 30 gewonden, waarvan een aantal met blijvend letsel, tot gevolg. Om 16:30 uur werd roltrap nr 4, in verband met de naderende avondspits, in werking gezet. Toen de eerste reizigers de trap betraden raakte een slecht vergrendelde trede los. De trede voltooide toch de omloop naar beneden en vervolgens weer naar boven aan de onderkant van de trap totdat om 17:00 uur het bovenste keerpunt werd gepasseerd. De losse trede kwam vast te zitten en beschadigde de tandwielen en stangen van de bovenste ophanging.
Hierdoor werd de verbinding tussen de tandwielen van de motor en ketting van de roltrap verbroken zodat de roltrap ongeremd kon bewegen. Door het gewicht van de reizigers op de roltrap ging deze steeds sneller draaien. De motor van de roltrap werd automatisch uitgeschakeld, maar de normale remmen van de roltrap konden de zwaar beladen roltrap niet stoppen. Voor een dergelijk geval zijn de roltrappen uitgerust met een noodrem die hier drie maanden eerder was vervangen. De noodrem werkte echter niet. Zelfs toen de toezichthouder van de roltrap zag dat de snelheid was opgelopen tot 2,4 keer de maximumsnelheid en probeerde handmatig te remmen gebeurde er niets. Verschillende reizigers slaagden erin op de beplating tussen de roltrappen te springen maar die bezweek door het gewicht en  die mensen vielen een paar meter naar beneden met kneuzingen tot gevolg, bovendien liep een aantal snijwonden op door de gebroken lampen. Niemand is echt door de roltrap gezakt en de doden zijn reizigers die door de mensenmassa op de roltrap zijn verdrukt. Toen de gewonden werden afgevoerd kon vanaf 17:10 uur het station alleen verlaten worden, om 17:35 uur werd het station gesloten. Waarna onmiddellijk een onderzoek werd gestart. 
Het ongeluk kwam, behalve een kort bericht in de avondkrant “Vezjernaja Moskva”, niet in de pers, radio of televisie. Hierdoor kwamen de wildste geruchten in omloop waarbij zelfs sprake was van 700 doden.
```
 De avondkrant meldde:
 Op 17 februari 1982 vond een ongeluk plaats in het station Aviamotornaja van de Kalininskaja-radius van de Moskouse metro.
 Onder de passagiers zijn gewonden. De oorzaken van het ongeval worden onderzocht.
 Vezjernaja Moskva, 18 februari 1982
```

Pas tien jaar na het ongeluk verscheen een gedetailleerd verslag. Uit het onderzoek bleek dat de snelheidsmeter foutief op de noodrem was aangesloten en dat dit ook bij de andere drie roltrappen het geval was. Twee dagen voor het ongeluk waren bij een inspectie gebreken geconstateerd. Na reparatie en een test waren alle vier de roltrappen weer vrijgegeven zonder dat ze echt in orde waren. De hoofdmonteur die de leiding had, had de instructies voor het oude remsysteem gebruikt om een nieuw systeem, dat destijds werd ingevoerd voor alle roltrappen in metro, te installeren op het specifieke roltrapmodel van Aviamotornaja. Het gevolg was een verkeerde instelling van het mechaniek en de elektrische schakeling waardoor een automatische remming niet meer mogelijk was. 
De Moskouse popgroep “Purgen” zingt over het ongeluk in het nummer “Tragedie in Aviamotornaja” (De albums "Toxidermists of Urban Madness" 1999 en "God of Slaves" 2010).
Het ongeluk wordt ook genoemd in het boek "Psychiater" van Andrei Schlyachov (de vader van de hoofdpersoon stierf bij het ongeluk).

## Galerij

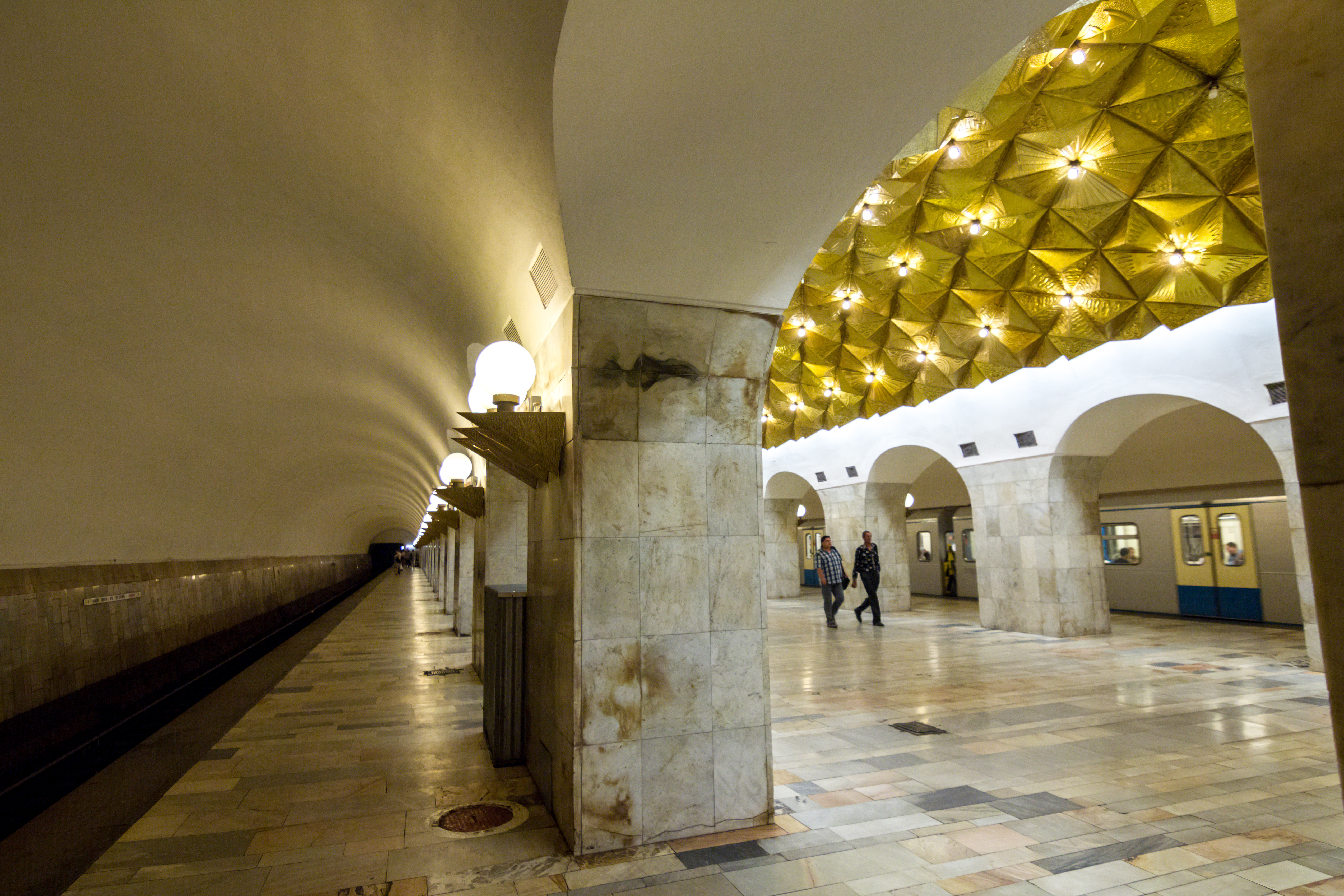
Doorkijk van perron naar perron via de middenhal
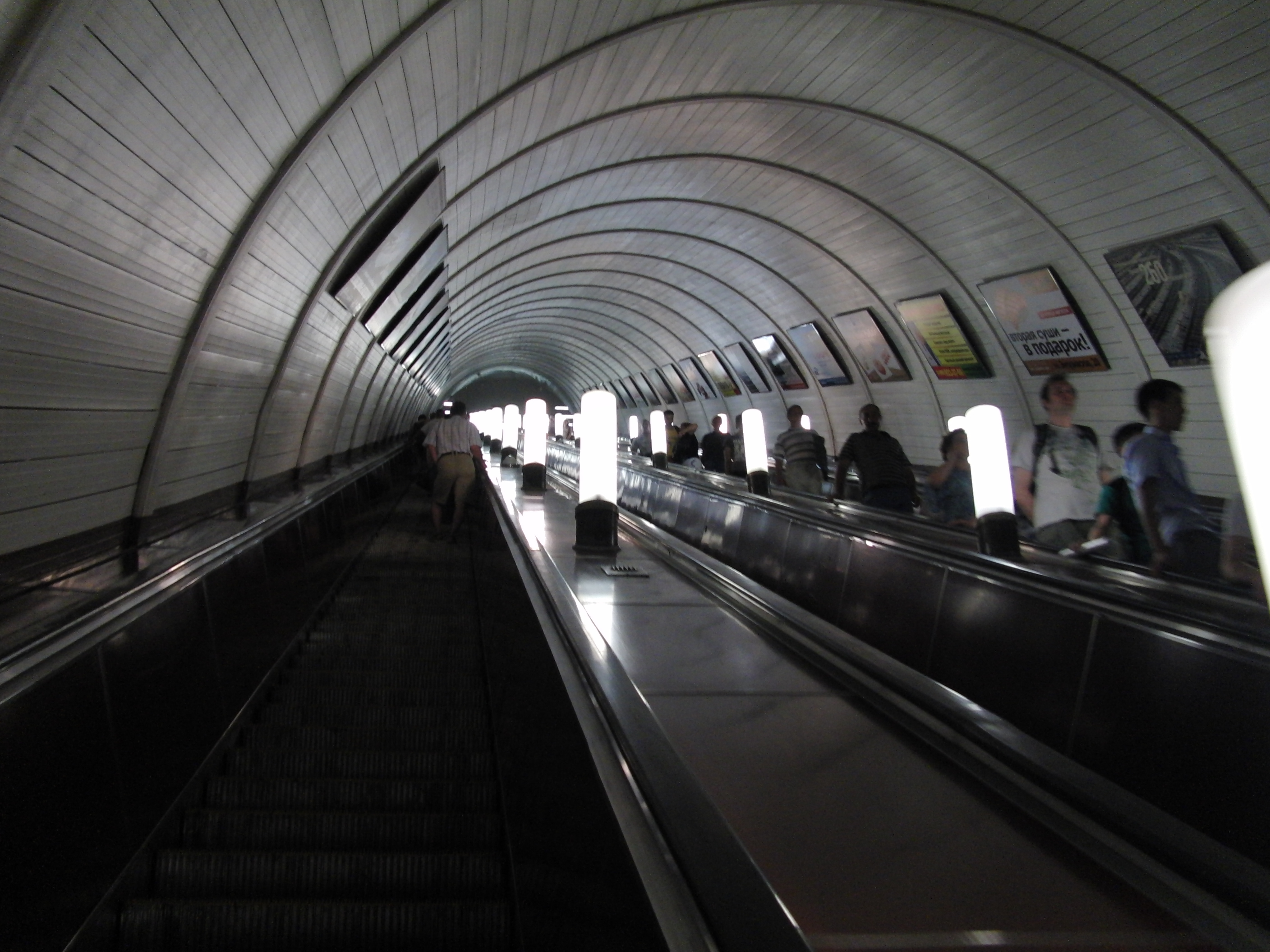
De roltrappen tussen de middenhal en de verdeelhal
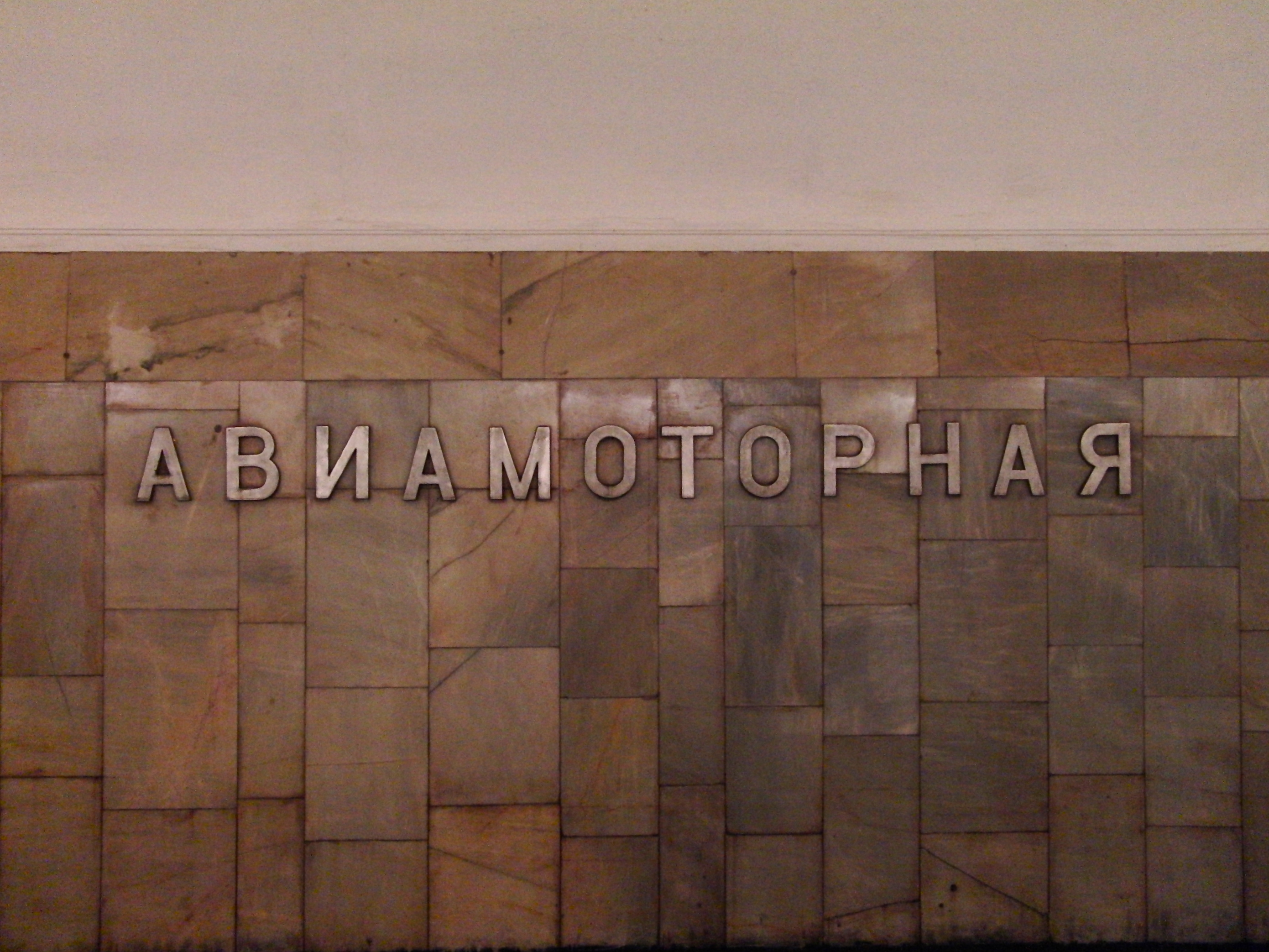
De stationsnaam op de tunnelwand